# Syn Różowej Pantery
Syn Różowej Pantery (ang. Son of the Pink Panther) – amerykańsko-włoski film komediowy z 1993 roku w reżyserii Blake’a Edwardsa. Dziewiąty z serii. 
Zdjęcia kręcono we Francji (Nicea, Villefranche-sur-Mer, Saint-Paul-de-Vence), Włoszech (Rzym), Monako i Jordanii.

## Fabuła
Syn Inspektora Clouseau, Jacques Gambrelli (Roberto Benigni) prowadzi śledztwo w sprawie porwania arabskiej księżniczki Yasmin (Debrah Farentino). Została ona porwana przez terrorystów, którzy żądają 100 milionów dolarów okupu za jej uwolnienie oraz abdykacji ojca.

## Obsada
- Roberto Benigni – Jacques Gambrelii, syn Inspektora Clouseau
- Herbert Lom – Inspektor Dreyfus
- Burt Kwouk – Cato Fong
- Robert Davi – Hans
- Claudia Cardinale – Maria Gambrelli
- Shabana Azmi – Królowa
- Debrah Farentino – Księżniczka Yasmin
- Graham Stark – Profesor Auguste Balls
- Nicoletta Braschi – Jacqueline Gambrelli

## Nagrody i nominacje
Złota Malina 1993
- Najgorszy debiut aktorski - Roberto Benigni (nominacja)